# Grand Canal (Irlande)
Le Grand Canal (en irlandais : An Chanáil Mhór) est la plus méridionale d'une paire de canaux qui relient Dublin, dans l'est du pays, avec le fleuve Shannon dans l'ouest, les deux canaux entourant le centre-ville de Dublin. Son canal frère dans la partie nord de Dublin est le Royal Canal. La dernière barge commerciale ayant emprunté le Grand Canal est passée en 1960.

## Propriété
Jusqu'en 1950, la « Compagnie du Grand Canal » était propriétaire du canal, jusqu'à ce que la loi sur les transports de 1950 l'ait transféré à Córas Iompair Éireann (en) (CIÉ). 
Cette situation s'est poursuivie jusqu'à ce que le Canals Act de 1986 l'ait donné à l'Office of Public Works (en). 
Selon les termes du Good Friday Agreement de 1998, un nouvel organisme irlandais nommé Waterways Ireland (en) a été créé en 1999 et a pris en charge la plupart des voies navigables intérieures, y compris le Grand Canal.

Galerie
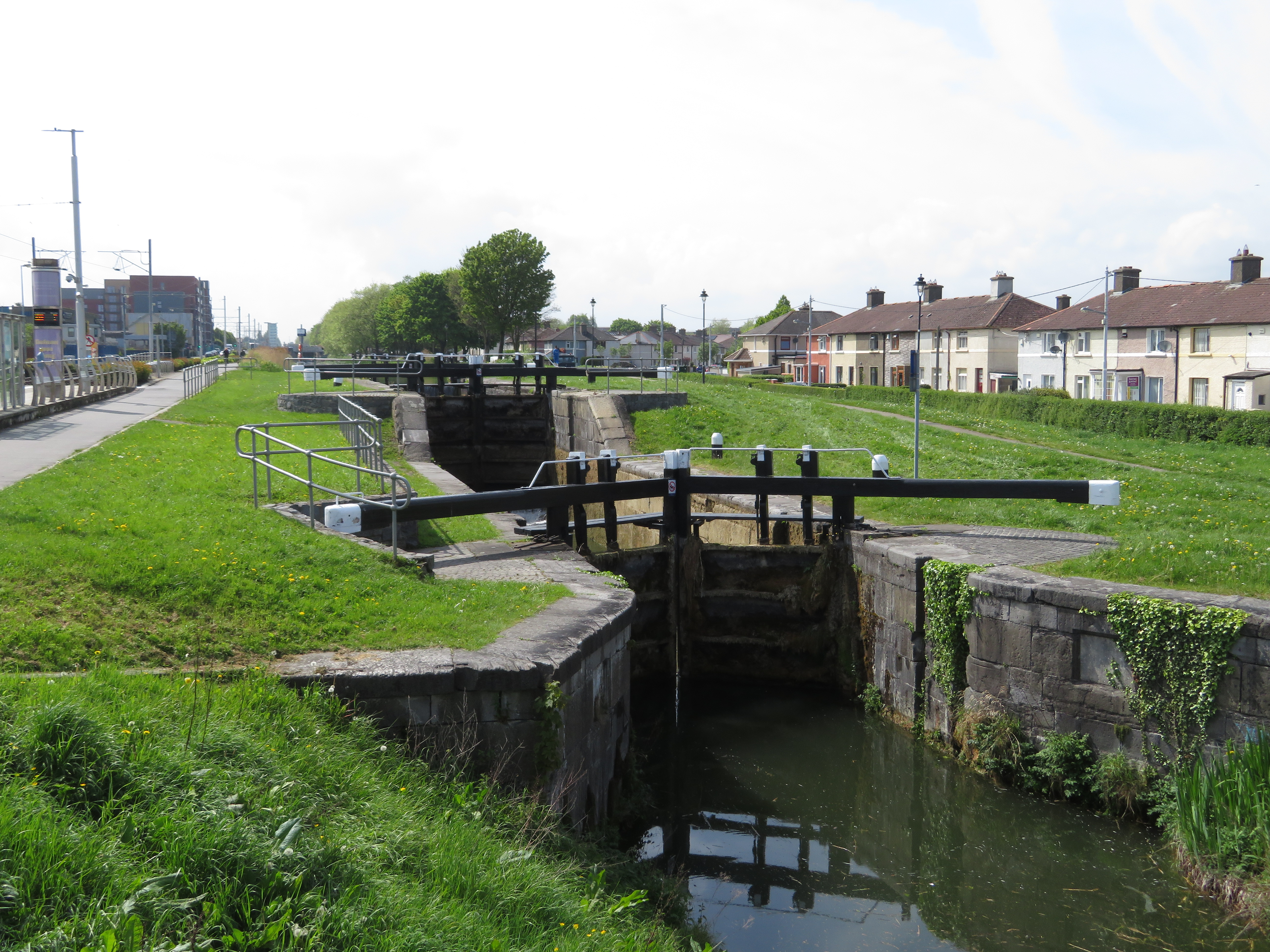
L'écluse 1 à Dublin.
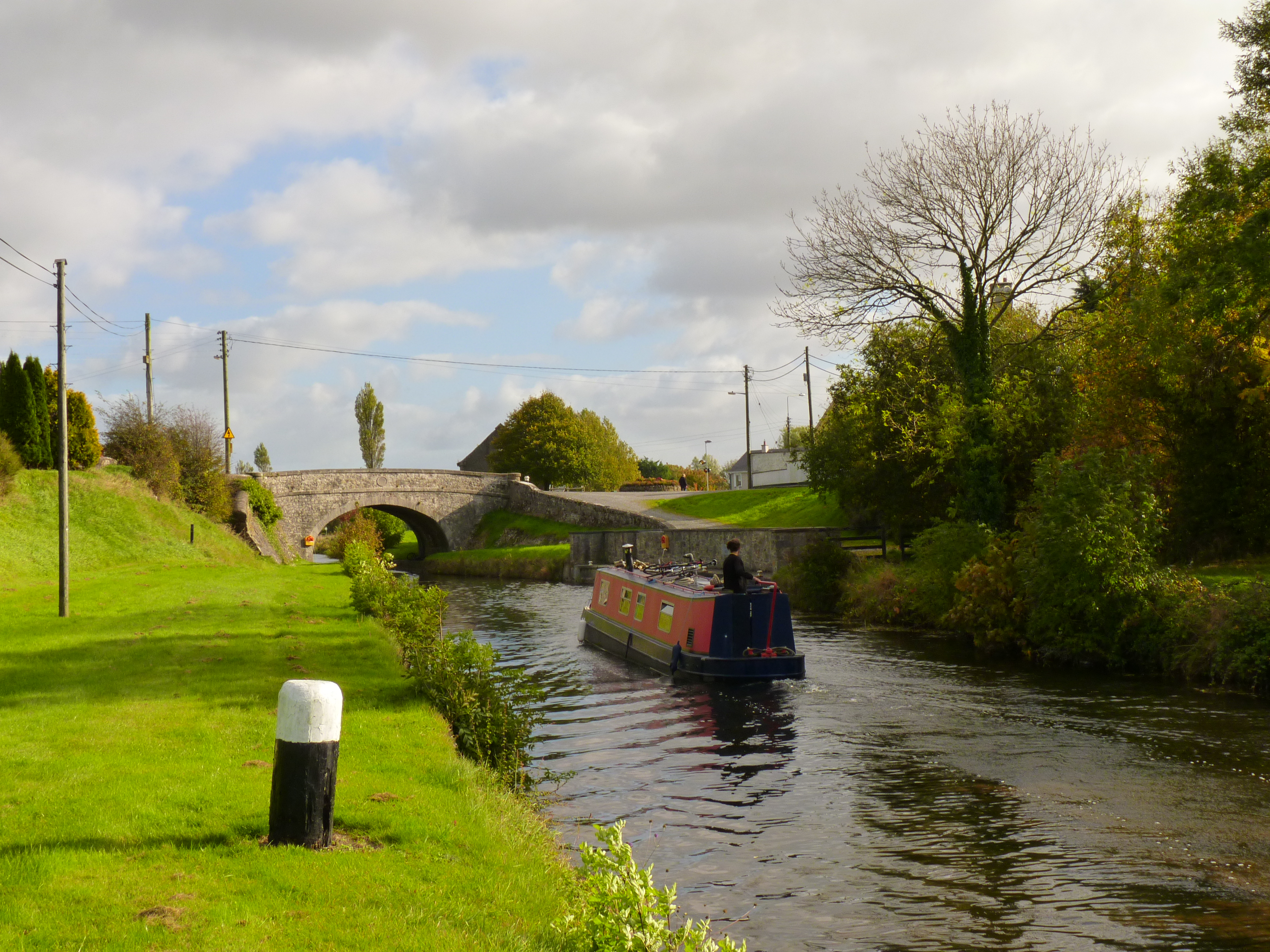
Petite péniche sur le Grand Canal à Daingean.
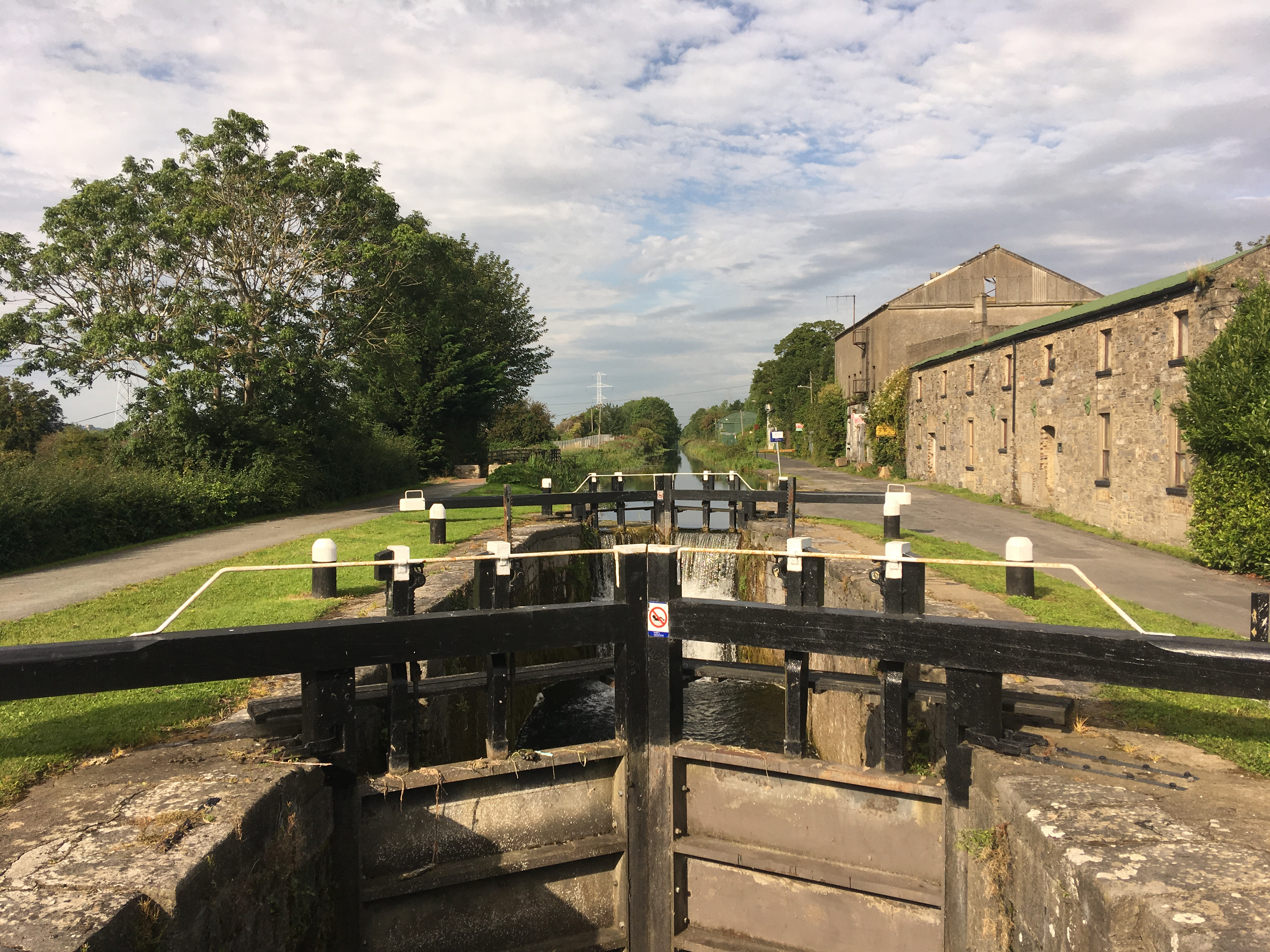
L'écluse 12 de Ballymakaily, proche d'Adamstown, à environ 16 km du centre-ville de Dublin.